# William Revell Revell-Smith
William Revell Revell-Smith, britanski general, * 1894, Melbourne, Avstralija, † 1956.